# كارولين دانا هاو
كارولين دانا هاو (بالإنجليزية: Caroline Dana Howe)‏ هي كاتبة ترانيم وكاتِبة وشاعرة أمريكية، ولدت في 21 أغسطس 1824 في فرايبورغ في الولايات المتحدة، وتوفيت في 30 أكتوبر 1907.